# Istituto Siciliano di Studi Bizantini e Neoellenici "Bruno Lavagnini"
L'Istituto Siciliano di Studi Bizantini e Neoellenici "Bruno Lavagnini" è un istituto di ricerca, con sede a Palermo, che opera nell'ambito della grecità post-classica della Sicilia e dell'Italia meridionale, bizantina e neogreca. La sua fondazione ufficiale, a opera di Bruno Lavagnini, docente all'Università di Palermo, avvenne nel 1960, anche se il nucleo dell'istituto era già attivo in precedenza.
Compito principale è, da un lato, lo sviluppo dello studio delle fonti bizantine del sud Italia; dall'altro lato la creazione di un dizionario greco-italiano moderno, pubblicato nel 1993. 

## Storia
Il progetto alla base della fondazione dell'istituto è stato sostenuto da un voto espresso nell'VIII Congresso internazionale di studi bizantini tenutosi a Palermo nel 1951. Le prime pubblicazioni sono apparse nel 1954, mentre il riconoscimento giuridico finale è avvenuto nel 1960, con legge regionale, che ha anche fornito un finanziamento di base. Tra le sue fonti di sostentamento, l'istituto riceve finanziamenti anche dal governo greco.

## Biblioteca
L'Istituto Lavagnini dispone di una propria biblioteca specialistica con due sale di consultazione. Il patrimonio librario dell'istituto è stato arricchito in maniera considerevole nel 1964, con l'acquisto della biblioteca del bizantinista Silvio Giuseppe Mercati (1877-1963), fratello dell'archivista  Angelo e del cardinale Giovanni Mercati. 
La dotazione della biblioteca d'istituto è costituita da oltre 13 000 volumi, 137 cinquecentine e numerose rare edizioni a stampa dei secoli dei secoli successivi.